# Mâna Neagră

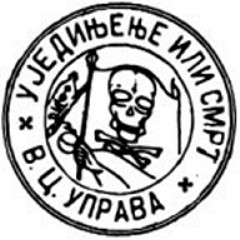
Sigiliul Mâinii Negre

Mâna Neagră (în sârbă Țrna ruka, cu alfabetul latin: Црна рука), cunoscută oficial sub numele de Unitate sau Moarte, a fost o societate secretă teroristă fondată în Regatul Serbiei în 6 septembrie 1901. A fost parte a mișcării panslaviste, cu intenția de a uni toate teritoriile populate de slavii din sud, teritorii aflate în Austro-Ungaria. Concret, Mâna Neagră a urmărit înfăptuirea Serbiei Mari prin alipirea Bosniei și Herțegovinei la Regatul Iugoslaviei.
Victime ale acestei organizații au fost regele Alexandru Obrenović și soția sa Draga, uciși de Dragutin Dimitrijević în 1903 pe motiv că ar fi adoptat o atitudine proaustriacă.
Mâna Neagră a organizat și Atentatul de la Sarajevo, în care a fost ucis arhiducele Franz Ferdinand, moștenitorul tronului Austro-Ungariei, atentat care a dus la începerea Primului Război Mondial în 1914.

## Vezi și
- Cetnici
- Gavrilo Princip
- Atentatul de la Sarajevo